# Онищик Аркадій Львович
Аркадій Львович Онищик (рос. Аркадий Онищик, англ. Arkadiy Onishchik) (14 листопада 1933, Москва — 12 лютого 2019, Москва) — російський математик, доктор фізико-математичних наук (1970), професор Ярославського державного університету імені П. Г. Демидова. Фахівець в області вищої алгебри, теорії груп Лі.

## Родовід, сім'я
Батько, Онищик Лев Іванович (1895, Брест - 1968, Москва), дід Іван Осипович Онищик (1863–1957), прадід Осип Онищик. 
Мати, Рената Володимирівна Гейн (нім. Heun).
Дружина, Ольга Олександрівна.

## Наукова діяльність
У 1962 році А. Л. Онищику була присуджена премія Московського математичного товариства для молодих математиків.
Співкерівник спецсемінара «Групи Лі та теорія інваріантів».

## Публікації
books
- Arkadij L. Onishchik, Ernest B. Vinberg. Lie Groups and Algebraic Groups © 1990 / Springer Series in Soviet Mathematics / ISBN 978-3-642-74334-4
- Topology of transitive transformation groups. A. L. Onishchik. Johann Ambrosius Barth, 1994 - 300 pages.
- Arkady L. Onishchik (Yaroslavl State University, Russia). Lectures on Real Semisimple Lie Algebras and Their Representations. February 2004, 95 pages / ESI Lectures in Mathematics and Physics / ISBN print 978-3-03719-002-9, ISBN online 978-3-03719-502-4, DOI 10.4171/002
- Зуланке Р., Онищик А.Л. Алгебра и геометрия. В 3 кн. Т.1. Введение. - М. : Изд-во МЦНМО, 2004. ISBN: 978-5-94057-033-2
- Зуланке Р., Онищик А.Л. Алгебра и геометрия. В 3 кн. Т.2. Модули и алгебры. - 2008. - 336 с. ISBN 978-5-94057-351-7 (Т. 2)

papers
1. Параболические подалгебры и градуировки редуктивных супералгебр Ли Н. И. Иванова, А. Л. Онищик СМФН, 20 (2006), 5–68
2. Однородные супермногообразия, связанные с комплексной проективной прямой В. А. Бунегина, А. Л. Онищик Итоги науки и техн. Сер. Соврем. мат. и ее прил. Темат. обз., 19 (2001), 141–180
3. Треугольные когомологии де Рама компактных кэлеровых многообразий А. Ю. Брудный, А. Л. Онищик Матем. сб., 192:2 (2001), 27–56
4. On the classification of complex analytic supermanifolds A. L. Onishchik Lobachevskii J. Math., 4 (1999), 47–70
5. Однородные супермногообразия, связанные с комплексным проективным пространством. II А. Л. Онищик, О. В. Платонова Матем. сб., 189:3 (1998), 103–124
6. Однородные супермногообразия, связанные с комплексным проективным пространством. I А. Л. Онищик, О. В. Платонова Матем. сб., 189:2 (1998), 111–136
7. Строение групп и алгебр Ли Э. Б. Винберг, В. В. Горбацевич, А. Л. Онищик Итоги науки и техн. Сер. Соврем. пробл. мат. Фундам. направления, 41 (1990), 5–253
8. Группы Ли преобразований В. В. Горбацевич, А. Л. Онищик Итоги науки и техн. Сер. Соврем. пробл. мат. Фундам. направления, 20 (1988), 103–240
9. Основы теории групп Ли Э. Б. Винберг, А. Л. Онищик Итоги науки и техн. Сер. Соврем. пробл. мат. Фундам. направления, 20 (1988), 5–101
10. Методы теории пучков и пространства Штейна А. Л. Онищик Итоги науки и техн. Сер. Соврем. пробл. мат. Фундам. направления, 10 (1986), 5–73
11. О включениях между транзитивными алгебраическими группами А. Л. Онищик Изв. вузов. Матем., 1982, № 2, 28–35
12. Исправления к моей статье «О расширениях транзитивных групп преобразований», опубликованной в журнале «Известия вузов. Математика» № 3, 1977 г. А. Л. Онищик Изв. вузов. Матем., 1981, № 7, 88
13. Псевдовыпуклость в теории комплексных пространств А. Л. Онищик Итоги науки и техн. Сер. Алгебра. Топол. Геом., 15 (1977), 93–171
14. О расширениях транзитивных групп преобразований А. Л. Онищик Изв. вузов. Матем., 1977, № 3, 53–65
15. Об инвариантах и почти-инвариантах компактных групп преобразований А. Л. Онищик Тр. ММО, 35 (1976), 235–264
16. О полупрямых суммах алгебр Ли А. Л. Онищик, Ю. Б. Хакимджанов Матем. заметки, 18:1 (1975), 31–40
17. Пространства Штейна А. Л. Онищик Итоги науки и техн. Сер. Алгебра. Топол. Геом., 11 (1974), 125–151
18. О некоторых топологических инвариантах однородных пространств А. Л. Онищик Матем. заметки, 12:6 (1972), 761–768
19. О вполне интегрируемых уравнениях на однородных пространствах А. Л. Онищик Матем. заметки, 9:4 (1971), 365–373
20. Группы Ли, транзитивные на многообразиях Грассмана и Штифеля А. Л. Онищик Матем. сб., 83(125):3(11) (1970), 407–428
21. Об однородных векторных расслоениях А. Л. Онищик УМН, 24:3(147) (1969), 231–232
22. Разложения редуктивных групп Ли А. Л. Онищик Матем. сб., 80(122):4(12) (1969), 553–599
23. О группах Ли, транзитивных на компактных многообразиях. III А. Л. Онищик Матем. сб., 75(117):2 (1968), 255–263
24. Некоторые понятия и применения теории неабелевых когомологий А. Л. Онищик Тр. ММО, 17 (1967), 45–88
25. О группах Ли, транзитивных на компактных многообразиях. II А. Л. Онищик Матем. сб., 74(116):3 (1967), 398–416
26. О группах Ли, транзитивных на компактных многообразиях А. Л. Онищик Матем. сб., 71(113):4 (1966), 483–494
27. О деформациях расслоенных пространств А. Л. Онищик Докл. АН СССР, 161:1 (1965), 45–47
28. Связности без кривизны и теорема де Рама А. Л. Онищик Докл. АН СССР, 159:5 (1964), 988–991
29. Полупростые разложения полупростых алгебр Ли А. Л. Онищик Докл. АН СССР, 149:5 (1963), 1033–1036
30. О транзитивных компактных группах преобразований А. Л. Онищик Матем. сб., 60(102):4 (1963),  447–485
31. Отношения включения между транзитивными компактными группами преобразований А. Л. Онищик Тр. ММО, 11 (1962), 199–242
32. О классификации расслоенных пространств А. Л. Онищик Докл. АН СССР, 141:4 (1961), 803–806
33. О компактных группах Ли, транзитивных на некоторых многообразиях А. Л. Онищик Докл. АН СССР, 135:3 (1960), 531–534
34. О кручении особых групп Ли А. Л. Онищик Матем. сб., 51(93):3 (1960), 273–276
35. О когомологиях пространств путей А. Л. Онищик Матем. сб., 44(86):1 (1958), 3–52
36. Компактные группы Ли в целом Е. Б. Дынкин, А. Л. Онищик УМН, 10:4(66) (1955), 3–74
37. Об ориентируемости аналитических однородных многообразий А. Л. Онищик УМН, 8:5(57) (1953), 121–130